# Proveta

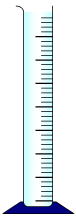
Esquema d'una proveta

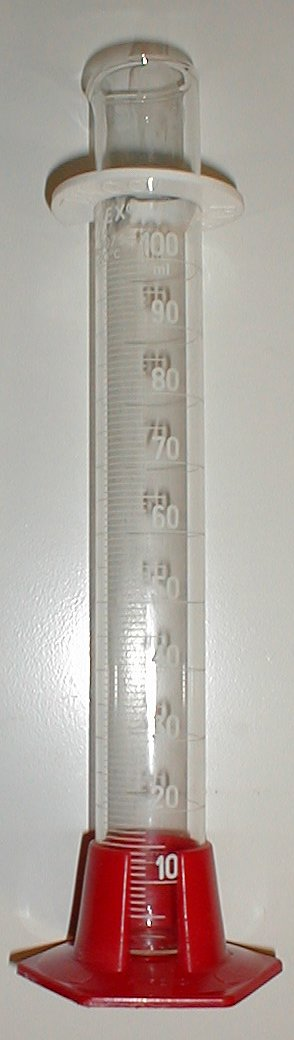
La base circular de plàstic serveix per evitar que la proveta caigui accidentalment.

La proveta és un instrument volumètric, que permet mesurar volums superiors i més ràpidament que les pipetes, encara que amb menor precisió.
Està formada per un tub generalment transparent d'uns centímetres de diàmetre, i té una graduació (una sèrie de marques gravades) des de 0 mil·lilitres fins al màxim de la proveta indicant diferents volums. La part inferior està tancada i té una base que serveix de suport, mentre que la superior està oberta que permet introduir el líquid a mesurar i sol tenir un bec|pic que permet abocar/vessar el líquid mesurat. Generalment mesuren volums de 25 o 50 mil·lilitres, però existeixen provetes de diferents mides; fins i tot algunes poden mesurar un volum de 250 mil·lilitres.
Pot estar constituïda de vidre (el més comú) o de plàstic. Aquest últim cas pot ser menys precís però té certs avantatges, per exemple, és més difícil de trencar-la, i no és atacada per l'àcid fluorhídric.